# Celama confusalis
Celama confusalis är en fjärilsart som beskrevs av Herrich-Schäffer 1845. Celama confusalis ingår i släktet Celama och familjen trågspinnare. Inga underarter finns listade i Catalogue of Life.